# 铁凝
铁凝（1957年9月—），祖籍河北赵县，生于北京，中国共产黨、中华人民共和国政治人物及当代作家，副国级领导人。1975年7月参加工作，1975年11月加入中国共产党，高中学历，文学创作一级。2006年11月当选为中国作家协会主席，成为繼茅盾、巴金後的第三位中國作協主席。2016年12月当选中国文学艺术界联合会主席，成为第一个同時担任中国作协主席和中国文联主席的人。中共第十六届、十七届中央候补委员，第十八届、十九届、二十届中央委员。曾任河北省文联副主席、河北省作协主席等职务。现任中共二十届中央委员，十四届全国人大常委会副委员长，中国文学艺术界联合会主席。

## 生平
1975年至1979年在河北博野农村插队，期间发表了从处女作《会飞的镰刀》。
1979年回城，在保定地区文联《花山》编辑部任小说编辑。
1982年发表短篇小说《哦，香雪》，获全国优秀短篇小说奖。同年，中篇小说《没有纽扣的红衬衫》获全国优秀中篇小说奖。据此改编的电影《红衣少女》曾获中国电影“金鸡奖”“百花奖”最佳故事片奖。
1984年《六月的话题》获全国优秀短篇小说奖。同年，成为河北省文联专业作家。
1985年初，在中国作家协会第4次全国代表大会上当选为理事，是该协会有史以来最年轻的一位理事。 
1986年发表中篇小说《麦秸垛》。
1988年发表中篇小说《棉花垛》，发表第一部长篇小说《玫瑰门》。
1989年六四事件后，铁凝当年是第一个公开表态支持武力镇压的省文联主席（当时是河北文联主席）。
1994年，长篇小说《无雨之城》出版，成为畅销书。
1996年10月，当选为河北省作家协会主席。同年底，在中国作家协会第5次全国代表大会上，当选副主席。
1997年，散文集《女人的白夜》获中国首届“鲁迅文学奖”。
1999年，中篇小说《永远有多远》发表，后获第二届“鲁迅文学奖”，首届“老舍文学奖”。
2000年，长篇小说《大浴女》出版。
2001年，在中国作家协会第六次代表大会上，再次当选为副主席。
2006年11月12日，当选为中国作家协会主席。
2011年11月，连任中国作家协会主席。
2016年12月，第三次当选中国作协主席，成为与茅盾、巴金一样连任三届中国作协主席的作家。同时，在中国文联第十届全国委员会第一次全体会议上，当选中国文联主席，成为第一个同時担任中国作家协会主席和中国文联主席的人。
2021年12月，中国作家协会第十届全国委员会上，第四次当选中国作家协会主席。同时，连任中国文联主席。
2023年3月10日，在第十四届全国人民代表大会上，当选为全国人大常委会副委员长。
2024年10月，作为国家主席习近平特使在墨西哥城出席了墨西哥总统权力交接仪式。
2025年3月，不再兼任中国作家协会主席。

## 作品

### 长篇小说
- 《玫瑰门》，1988年，作家出版
- 《无雨之城》1994年，春风文艺出版社
- 《大浴女》，2000年，春风文艺出版社
- 《笨花》，2006年，人民文学出版社

### 中短篇小说
- 《哦，香雪》，1982
- 《没有纽扣的红衬衫》，1984，中国青年出版社
- 《麦秸垛》，1986，作家出版社
- 《棉花垛》，1988
- 《永远有多远》，1999年
- 《第十二夜》，2002花，山文艺出版社
- 《一件小事》，小说
- 《有客来兮》，2017，百花文艺出版社
- 《欢欢腾腾》，2019，浙江少年儿童出版社

### 散文
- 《铁凝日记—汉城的事》2004人民文学出版社
- 《为什么要把时光留住》2018日民日报出版社

### 文集
- 《铁凝文集》5册，1996江苏文艺出版社
- 《铁凝作品系列》9册，2006人民文学出版社

## 荣誉

### 奖项
- 1993年：第六届庄重文文学奖
- 1997年：《女人的白夜》获首届鲁迅文学奖
- 2002年：《永远有多远》获第二届鲁迅文学奖中篇小说奖、首届老舍文学奖
- 2005年：散文随笔集《遥远的完美》获第二届冰心散文奖
- 2008年：長篇小說《笨花》獲第二屆紅樓夢獎入圍推薦獎
- 2010年：短篇小說《伊琳娜的礼帽》獲首屆郁達夫小說獎

### 外国勋章
- 艺术与文学骑士勋章（法国文化部，2015年5月16日于北京颁发[6]）

## 家庭
父为画家屈铁扬，毕业于中央戏剧学院；
母姓徐，声乐教授，毕业于天津音乐学院。
丈夫是华生，经济学家，燕京华侨大学校长。2007年铁凝50岁时结婚。